# Sebastian Radke
Sebastian Radke (* 1. September 1974 in Berlin; † 8. April 2015 ebenda) war ein deutscher Hörfunk- und Fernsehmoderator.
Radke war 1992 Sieger bei Das Gesicht, dem damals größten Nachwuchsmodelwettbewerb Europas. 1996 moderierte er neben Nadine Krüger die kurzlebige Dating-Sendung Sommer sucht Sprosse des Fernsehsenders Sat.1 und von 1997 bis 1998 gemeinsam mit Daisy Dee sechs Folgen der Musikshow The Dome auf RTL II. Danach war er bis zu seinem Tod 15 Jahre lang für den Berliner privaten Hörfunksender 98.8 Kiss FM tätig, zunächst als Volontär und später als Moderator. Im März 2013 war er einer der beiden Moderatoren der bis dahin „längste[n] Radiosendung der Welt“ mit dem Titel 100 Stunden wach, die mit einer Rekordzeit von 98,8 Stunden offiziell als „Longest marathon of a radio station DJ-team“ einen Eintrag ins Guinness-Buch der Rekorde erhielt. Zudem moderierte er mehrere Tage lang Sendungen aus Camp Marmal, dem größten Feldlager der Bundeswehr in Afghanistan. Radkes Ausscheiden bei 98.8 Kiss FM war für Juni 2015 angekündigt.
Sebastian Radke kollabierte am 8. April 2015, während er seine Sendung Die Basty Show moderierte, und starb wenige Stunden später nach der Einlieferung in ein Berliner Krankenhaus im Alter von 40 Jahren. Er hinterließ einen 13-jährigen Sohn.